# St. Johannes der Täufer (Helmbrechts)

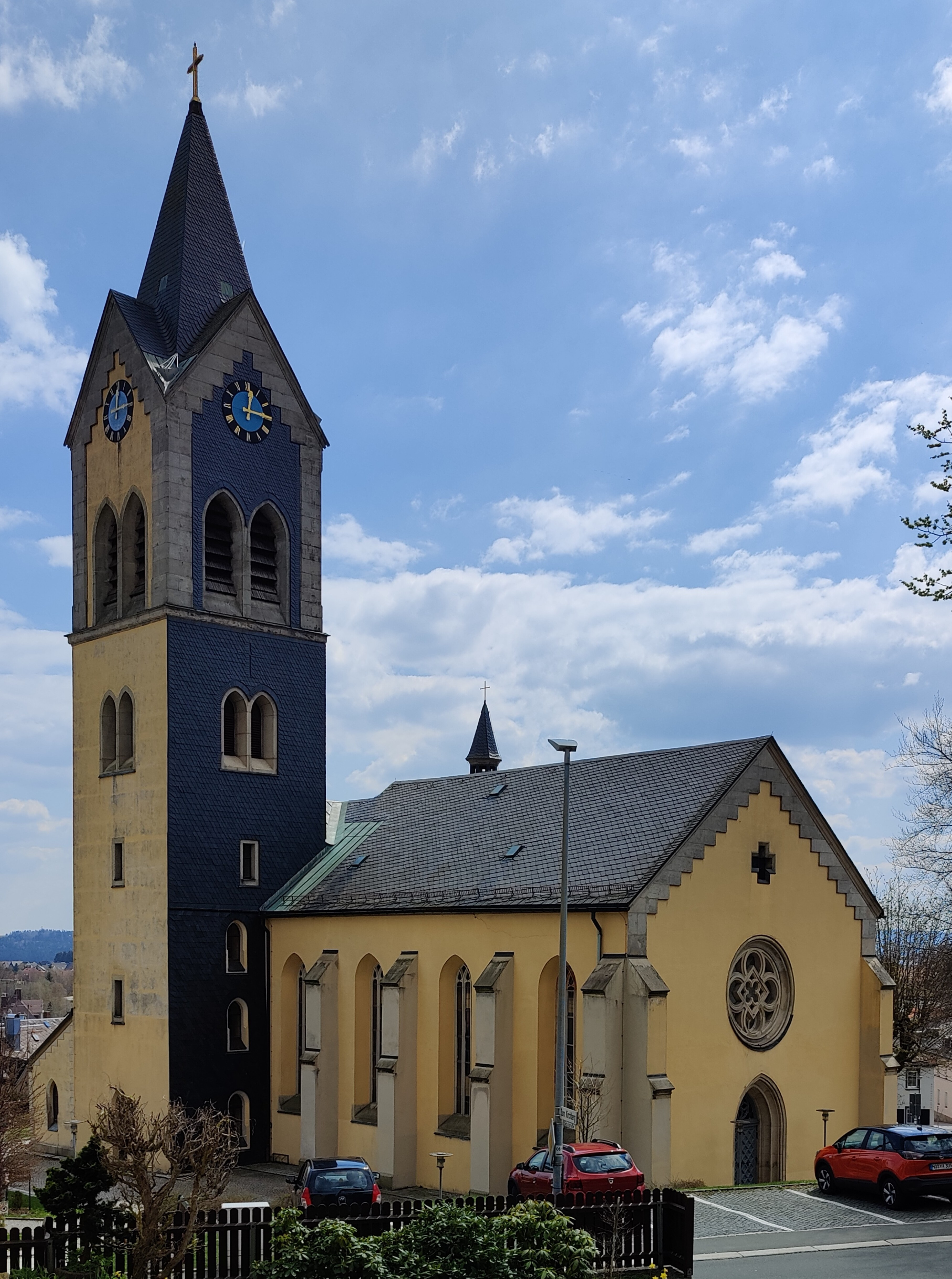
St. Johannes der Täufer (Helmbrechts)

Die evangelische Pfarrkirche St. Johannes der Täufer steht in Helmbrechts, einer Stadt im oberfränkischen Landkreis Hof in Bayern. Das denkmalgeschützte Bauwerk entstand Mitte des 19. Jahrhunderts als Ersatzneubau. Die Kirchengemeinde gehört zum Evangelisch-Lutherischen Dekanat Münchberg im Kirchenkreis Bayreuth der Evangelisch-Lutherischen Kirche in Bayern.

## Beschreibung

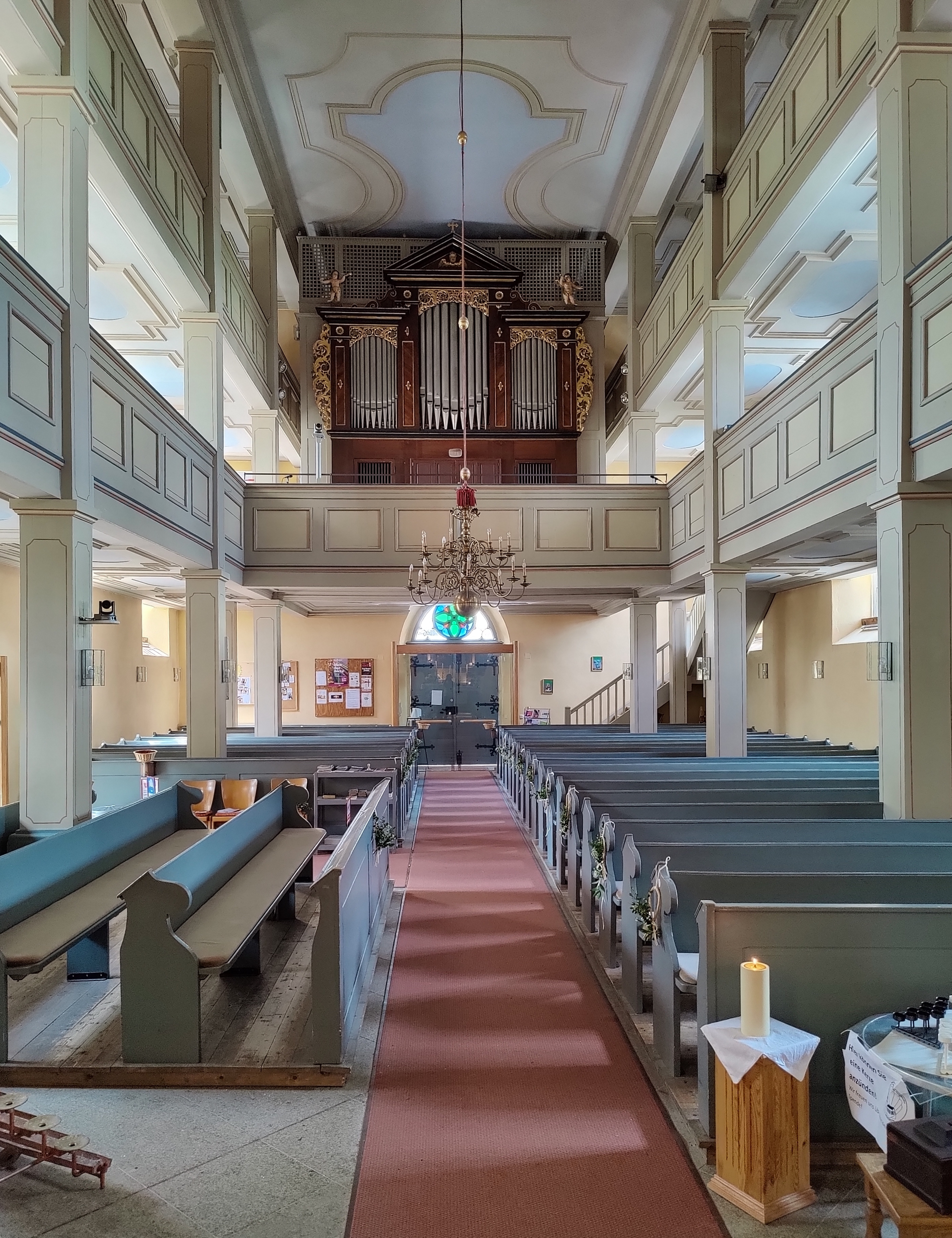
Langhaus mit Blick zur Orgel

Die neugotische Saalkirche wurde von 1847 bis 1850 nach dem Stadtbrand von 1844 mit den Resten des gotischen Vorgängerbaus von 1508 erbaut. Ihr Langhaus, das mit einem Satteldach bedeckt ist, und dessen Wände von Strebepfeilern gestützt werden, hat im Osten einen dreiseitig abgeschlossenen Chor, an dessen Nordwand sich der Chorflankenturm befindet. Ihm gegenüber auf der Südseite steht ein Treppenturm. Das oberste Geschoss des Chorflankenturms beherbergt die Turmuhr und den Glockenstuhl. Von den drei Kirchenglocken stammt eine von 1845, die beiden anderen hat 1957 Friedrich Wilhelm Schilling gegossen. Der Innenraum, der mit einer Kassettendecke überspannt ist, hat doppelstöckige Emporen. Der Altar und die Kanzel mit ihrem Schalldeckel am Chorbogen wurden 1908 neu gebaut. Die heutige Orgel mit 36 Registern, Koppelmanual, Hauptwerk und Schwellwerk  und einem Pedal wurde 1975 von Emil Hammer Orgelbau errichtet.